# Becada de les Amami
La becada de les Amami (Scolopax mira) és una espècie d'ocell de la família dels escolopàcids (Scolopacidae) que habita boscos d'algunes de les illes septentrionals del grup Ryukyu, al sud del Japó.